# Шемяков, Николай Васильевич
Николай Васильевич Шемяков — советский хозяйственный, государственный и политический деятель.

## Биография
Родился 19 мая (по старому стилю 6 мая) 1913 году в Хатыгынском наслеге в эвенкийской семье. Член ВКП(б) с 1941 года.
С 1928 года — на хозяйственной, общественной и политической работе. В 1928—1955 гг. — колхозник, бригадир комсомольско-молодежной охотничьей бригады колхоза имени Кирова, инструктор по распространению методов охотпромысла Якутской конторы Главного управления Североморских путей, председатель исполкома Жиганского районного Совета депутатов трудящихся Якутской АССР, начальник рыбпромучастка Якутского рыбоперерабатывающего завода, председатель колхоза «Коммунизм».
Избирался депутатом Верховного Совета СССР 1-го и 2-го созывов.